# سیارک ۱۴۹۶۴
سیارک ۱۴۹۶۴ (به انگلیسی: 14964 Robertobacci، نامگذاری:1996VS) چهارده هزار و نهصد و شصت و چهارمین سیارک کشف شده‌است که در ۲ نوامبر ۱۹۹۶ کشف شد.
قدر مطلق سیارک برابر ۱۳٫۵۰ است.